# Forever Number One
Forever Number One (englisch „Für immer Nummer eins“) ist eine der Vereinshymnen des FC Bayern München und wird regelmäßig bei dessen Heimspielen gespielt. Der Song wird in der Originalversion von Andrew White interpretiert und erschien am 16. April 1993 als Single.

## Hintergrund und Inhalt
Forever Number One entstand im Jahr 1992, als Uli Hoeneß, der damalige Manager des FC Bayern, Andrew White und den Musikproduzenten Harald Reitinger damit beauftragte, eine Hymne für den Verein zu komponieren. Das Ergebnis überzeugte den Manager und wird seitdem bei Heimspielen des Vereins gesungen. 1998 wurde es vom Lied Stern des Südens als offizielle Vereinshymne abgelöst. Im Jahr 2013 erschienen eine Rockversion sowie auch eine englische und eine bayerische Version des Songs.
Das Stück ist ein Loblied auf den FC Bayern München, der im Refrain als „Number One“ und „Champions of the World“ bezeichnet wird. In den Strophen wird der Kampfgeist und Zusammenhalt von Fans und Mannschaft beschworen, für die nur der Sieg und Erfolg zähle. Dabei wird auch auf die Geschichte des Vereins verwiesen, die durch das aktuelle Team fortgeführt werde.

“FC Bayern, forever number one

You can call us the champions of the world

FC Bayern, forever number one

We’re much better than the rest”

## Single

### Covergestaltung
Das Singlecover zeigt das Mannschaftsfoto des FC Bayern München in rot-blauen Trikots aus dem Jahr 1993. Unter den Spielern befinden sich u. a. Lothar Matthäus, Mehmet Scholl, Olaf Thon, Christian Ziege und Bruno Labbadia. Im Vordergrund kniet Andrew White mit einem Fußball in der Hand. Oben im Bild steht der weiße Schriftzug F.C. Bayern & Andrew White, während sich der Titel Forever Number One in Weiß sowie das Logo des FC Bayern rechts unten im Bild befinden. Im Hintergrund sind Bayernfans im Stadion zu sehen.

### Titelliste
1. Forever Number One (Radio-Version English) – 3:35
2. Forever Number One (Radio-Version German) – 3:35
3. Forever Number One (Live-Version German) – 4:05
4. Forever Number One (Karaoke Version) – 3:35

### Chartplatzierungen und Verkaufszahlen
Forever Number One stieg am 24. Mai 1993 auf Platz 46 in die deutschen Singlecharts ein und erreichte drei Wochen später mit Rang 16 die höchste Platzierung. Insgesamt war der Song acht Wochen lang in den Top 100 vertreten. Zudem belegte er fünf Wochen die Spitze der deutschen deutschsprachigen Singlecharts. Mit über 150.000 Verkäufen zählt das Lied zu den erfolgreichsten Vereinshymnen Deutschlands.
| ChartsChartplatzierungen | Höchstplatzierung | Wochen |
| ------------------------ | ----------------- | ------ |
| Deutschland (GfK)        | 16 (8 Wo.)        | 8      |